# Lewis Pullman
Lewis James Pullman, född 29 januari 1993 i Los Angeles i Kalifornien, är en amerikansk skådespelare. Han har bland annat medverkat i filmer som The Strangers: Prey at Night, Bad Times at the El Royale och Top Gun: Maverick. Inom TV har han spelat rollen som Major Major Major Major i Catch-22 och Rhett Abbott i Outer Range. Bland hans kommande projekt märks skräckfilmen Salem's Lot, baserad på Stephen Kings roman Staden som försvann.
Pullman är son till skådespelaren Bill Pullman och hans hustru, tillika dansaren, Tamara Hurwitz. Han har också två äldre syskon: Systern Maesa och brodern Jack. Mamma Tamara är av rysk och judisk härkomst..

## Filmografi (i urval)
- 2017 – Aftermath
- 2017 – Lean on Pete
- 2017 – Battle of the Sexes
- 2018 – The Strangers: Prey at Night
- 2018 – Bad Times at the El Royale
- 2019 – Catch-22 (TV-serie)
- 2022 – Outer Range (TV-serie)
- 2022 – Top Gun: Maverick
- 2024 – Riff Raff
- 2025 – The Testament of Ann Lee
- 2026 – Avengers: Doomsday